# Ammoconia medioitalica
Ammoconia medioitalica är en fjärilsart som beskrevs av Franz Dannehl 1929. Ammoconia medioitalica ingår i släktet Ammoconia och familjen nattflyn. Inga underarter finns listade i Catalogue of Life.